# Aalborg Symfoniorkester
Aalborg Symfoniorkester er et dansk symfoniorkester, der blev grundlagt i 1943. som Aalborg By-orkester. Orkestret består af 65 musikere og holder til i Musikkens Hus på havnefronten i Aalborg. 
Kapelmester Jens Schrøder har spillet en historisk vigtig rolle for opbygningen af orkestret lig den indsats kapelmester Thomas Jensen udførte i spidsen for Aarhus Symfoniorkester.
Orkestret, der har status af landsdelsorkester for Nordjylland, samarbejder ofte med Den Jyske Opera og Det Kongelige Teater, når dette er på turné. Hver sæson giver orkestret en række symfonikoncerter, hvor solister og dirigenter fra hele verden medvirker. Orkestret har desuden indspillet flere albums med klassik musik, bl.a. værker af Carl Nielsen og Richard Wagner. I 2014 flyttede symfoniorkestret i Musikkens Hus og har nu fået for første gang et samlet sted, hvor administration, øvelokaler og koncerter kan finde sted. Tidligere havde symfoniorkestet til huse i Symfonien og spillede sine koncerter i Aalborg Kongres & Kultur Center. 
Aalborg Symfoniorkester er medarrangør Aalborg Operafestival, som er en årlig kulturel begivenhed. Symfoniorkestret er arrangør af verdens største Wagner-sangkonkurrence, som kaldes The Lauritz Melchior Singing Competion. Sangkonkurrencen er en begivenhed, der vender tilbage hvert fjerde år.